# Raymond Callemin
Raymond Callemin, apodado Raymond la Science, nacido en Bruselas el 26 de marzo de 1890 y muerto en París el 21 de abril de 1913, fue un anarquista francés que en la segunda década del siglo XX formó parte de la banda de Jules Bonnot, una organización anarquista ilegalista que tuvo actuación en hechos de violencia contra las elites francesas (asaltos y fraudes) durante los años de 1911 a 1913. Murió guillotinado frente de las puertas de la prisión de la Santé en París, el 21 de abril de 1913.

## Vida
Hijo de un zapatero de origen ruso, hizo estudios secundarios sólidos, practicando luego todos los oficios incluso el de ladrón de coches. Después de haber herido gravemente a un policía, escapa y acaba en Romainville, asiento del periódico libertario L' Anarchie. Se convierte en el intelectual y se incorpara a la banda de Bonnot. El 27 de febrero de 1912, en la calle del Havre en París, mata al agente Garnier, así como a uno de los empleados de la Société Générale, el 25 de marzo de 1912 . A principios de abril de 1912, mientras se encuentra en compañía de la anarquista Louise Dieudonné, es detenido por la policía. Asume sus acciones con orgullo, frente a los jueces y una muchedumbre que transforma la sala de audiencia en una kermesse. Su ejecución se efectúa en abril de 1913, al mismo tiempo que la de Monier y André Soudy.